# A Budapesti Műszaki és Gazdaságtudományi Egyetem híres diákjainak és tanárainak listája
Az alábbi lista a Budapesti Műszaki és Gazdaságtudományi Egyetem nevezetes, egykori és jelenlegi diákjait és tanárait sorolja fel.
| Ábécé szerinti tartalomjegyzék                                                                           |
| --- |
| A, Á B C Cs D Dz Dzs E, É F G Gy H I, Í J K L Ly M N Ny O, Ó Ö, Ő P Q R S Sz T Ty U, Ú Ü, Ű V W X Y Z Zs |

## Diákok

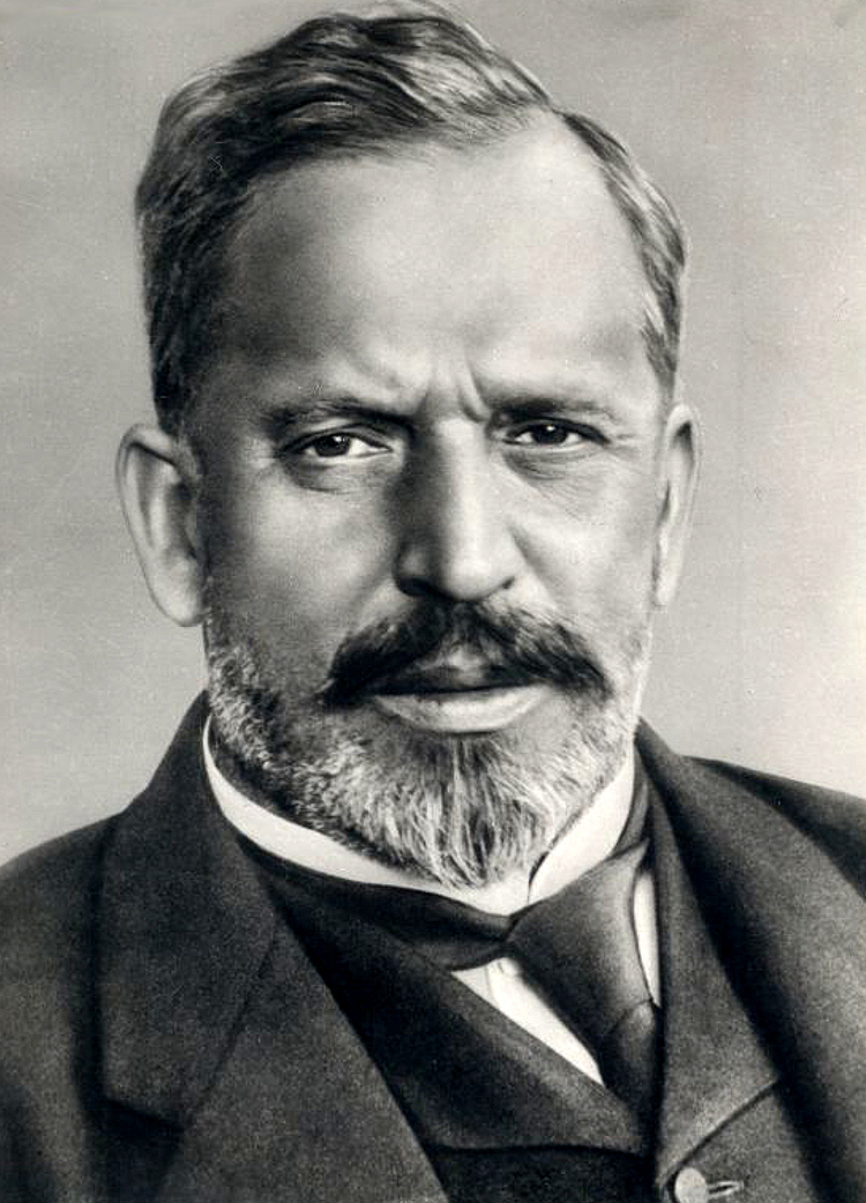
Bánki Donát

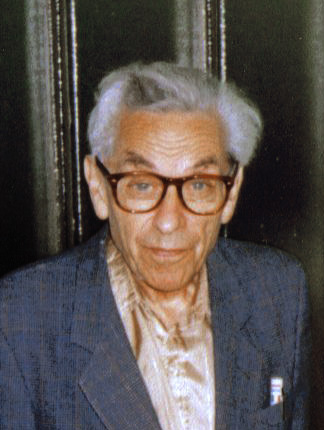
Erdős Pál

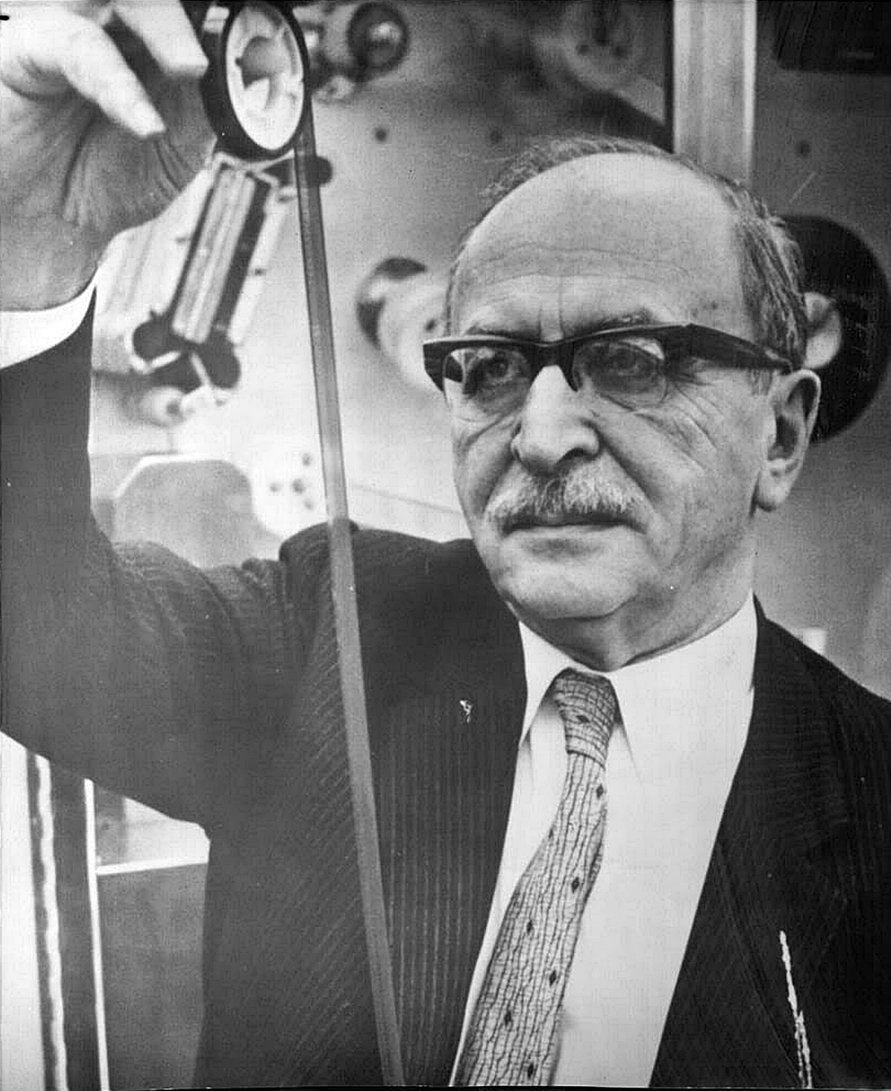
Gábor Dénes

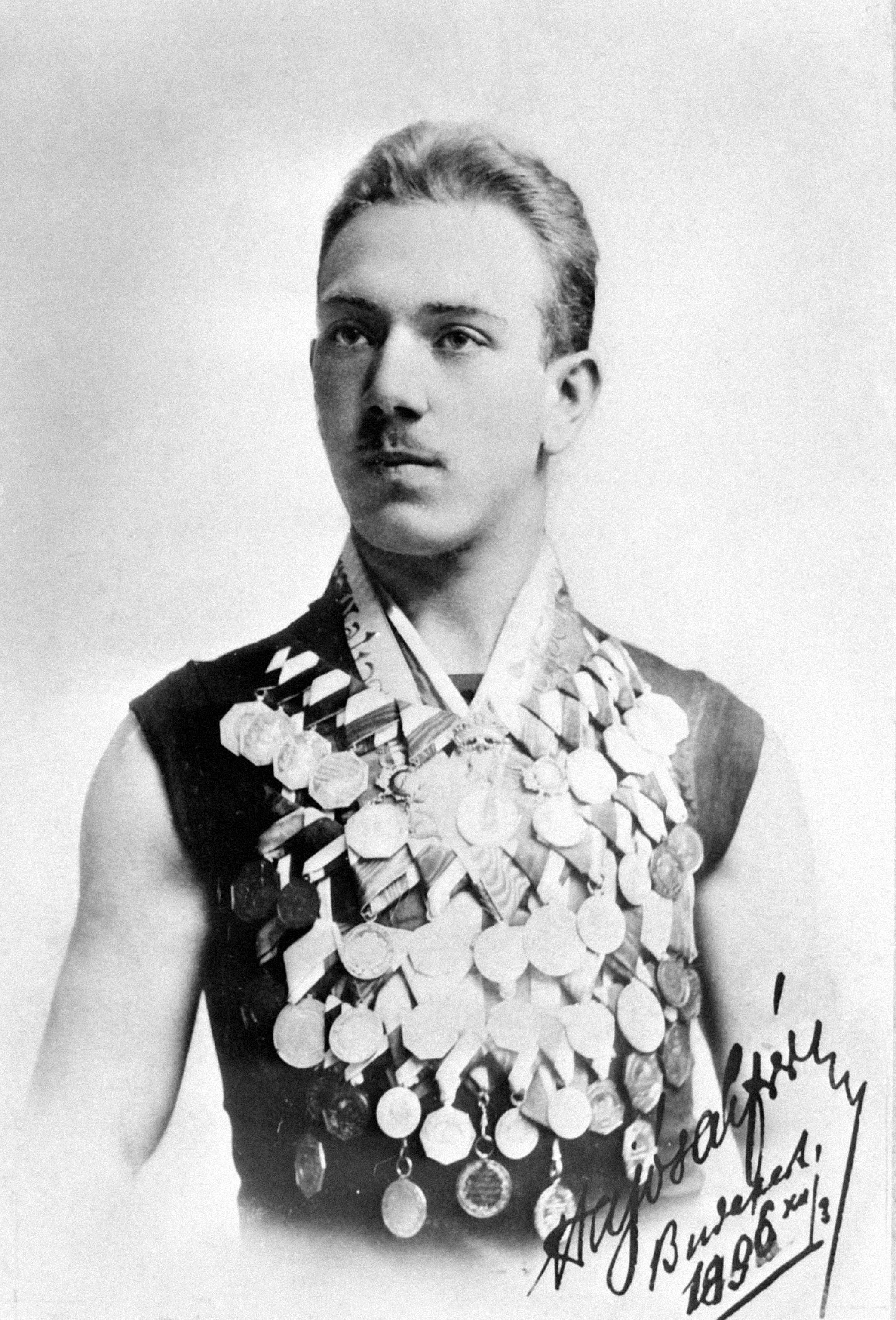
Hajós Alfréd

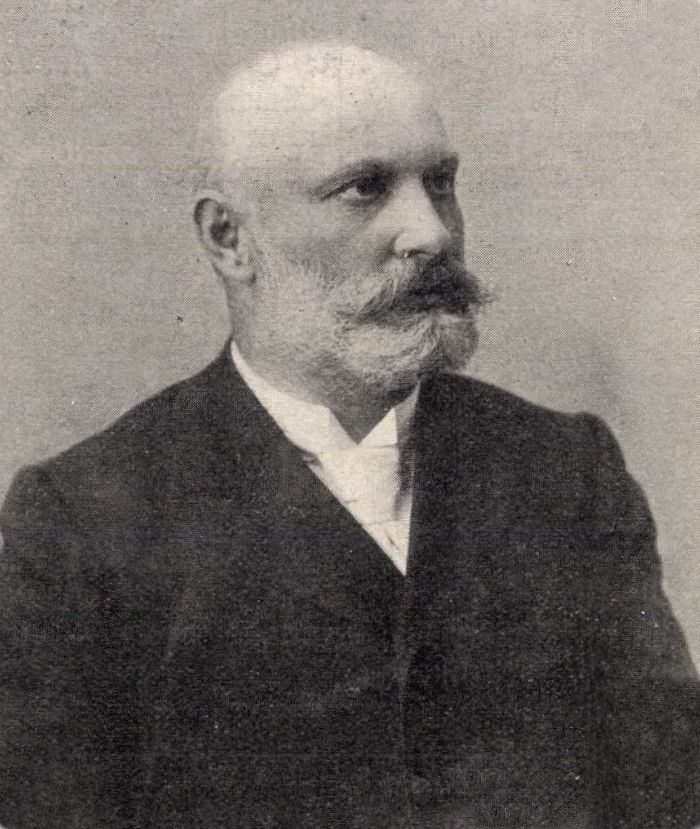
Hauszmann Alajos

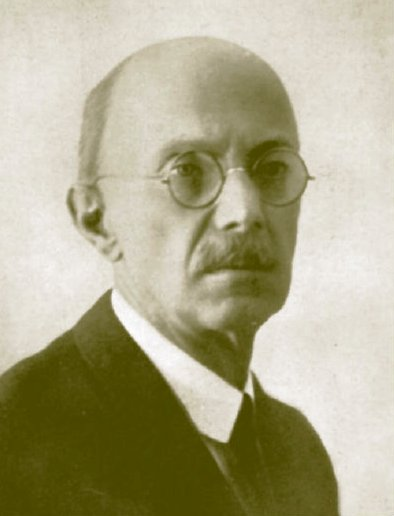
Kandó Kálmán

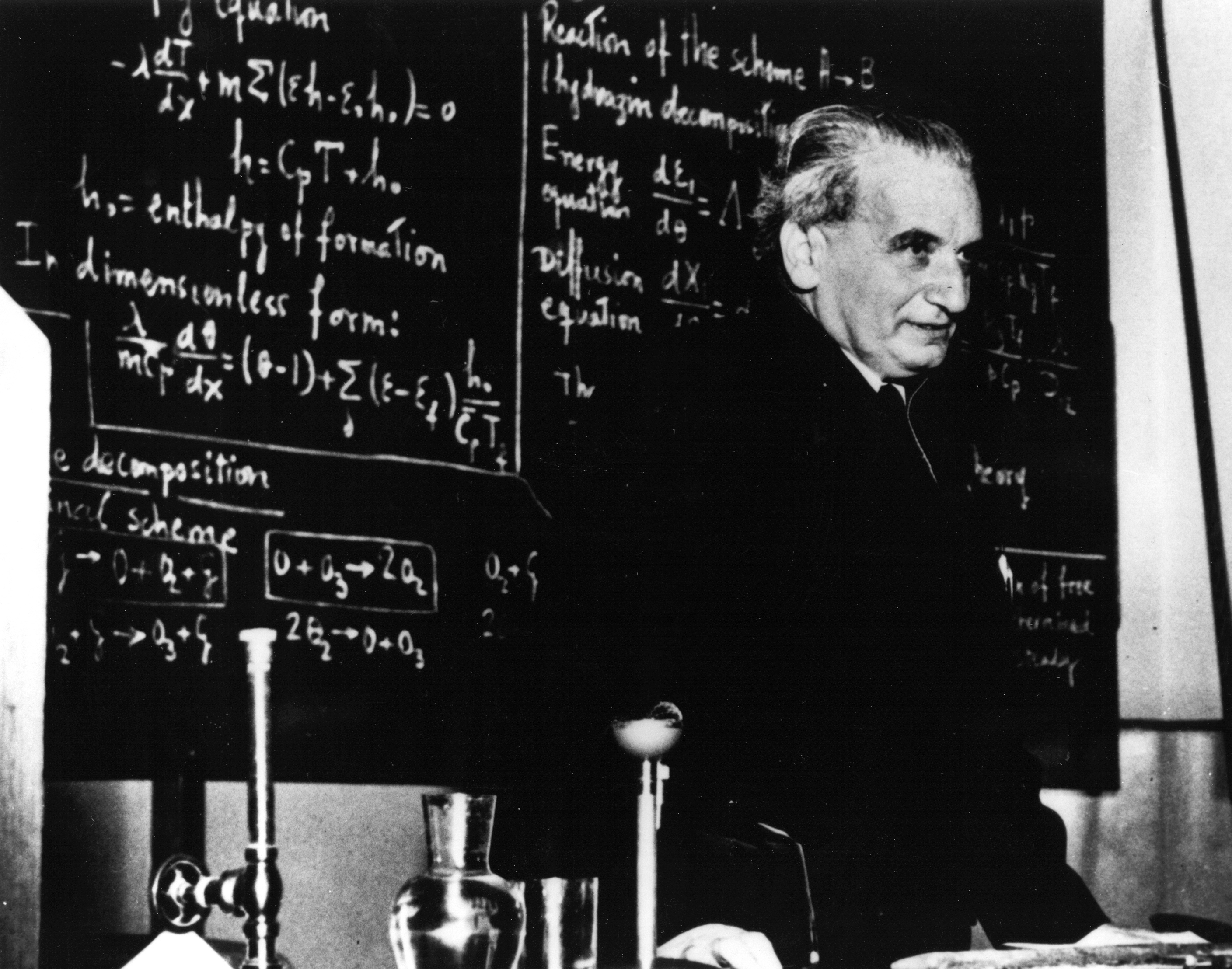
Kármán Tódor

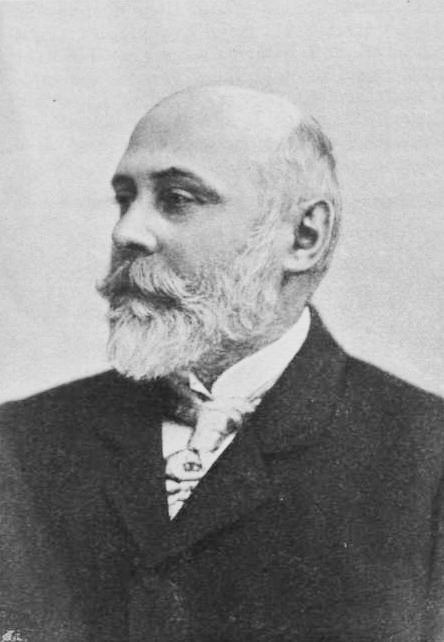
Lechner Ödön

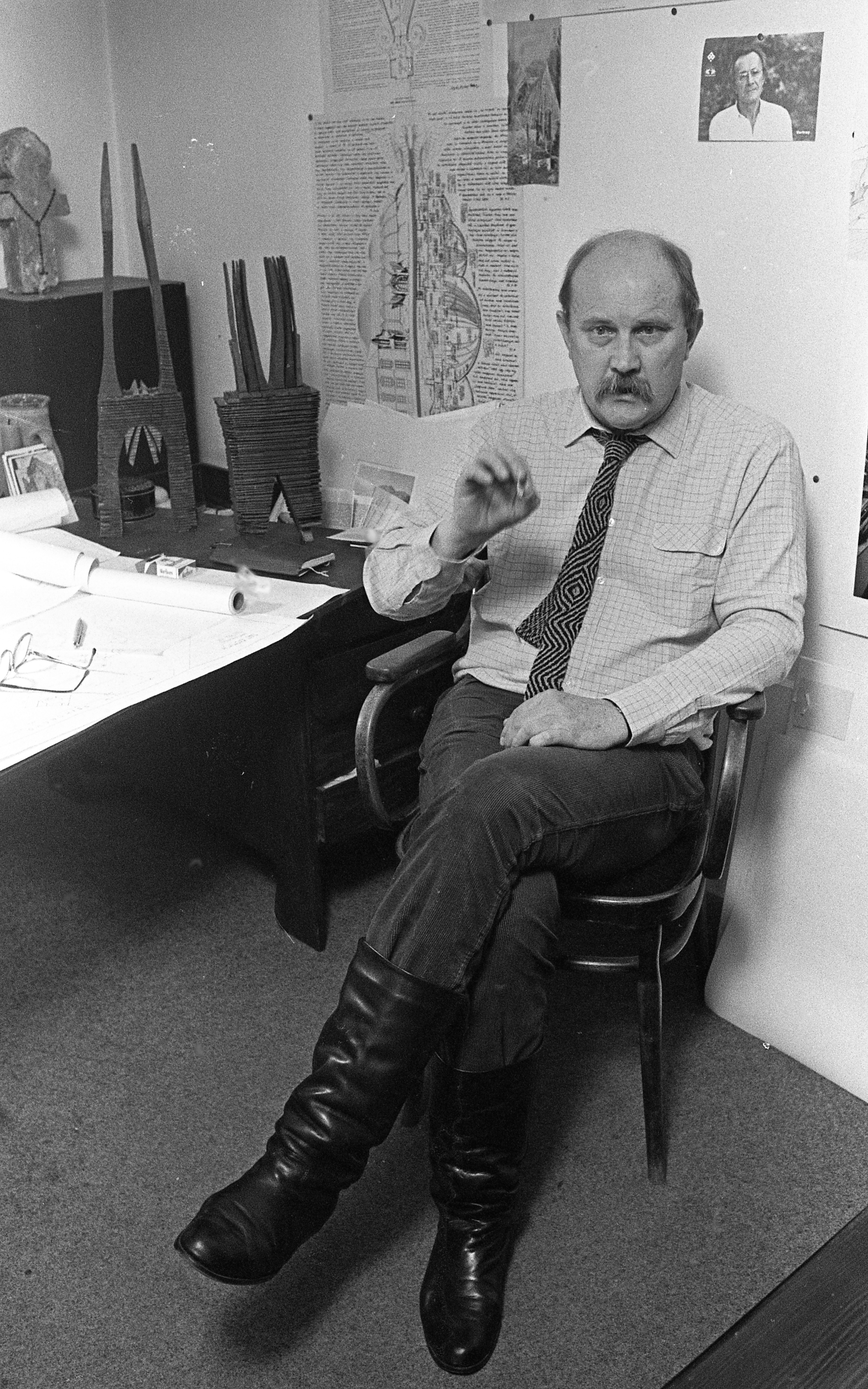
Makovecz Imre

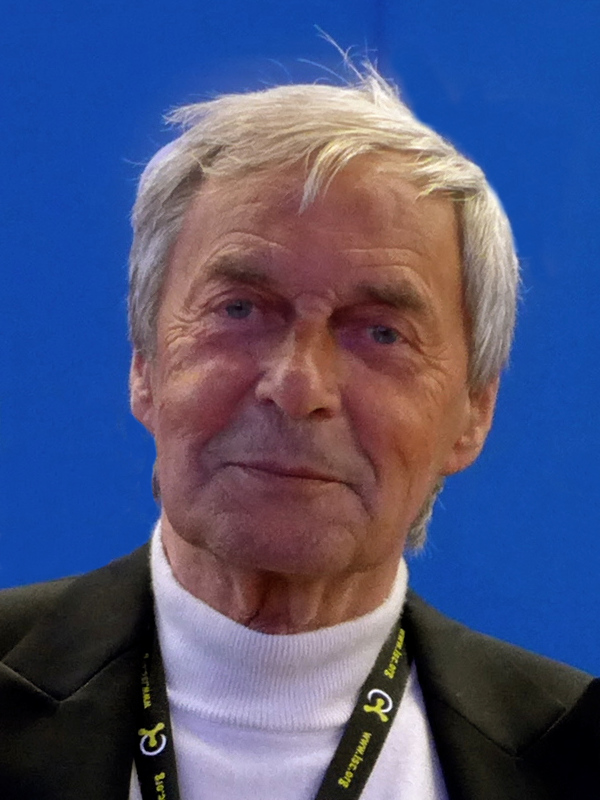
Rubik Ernő

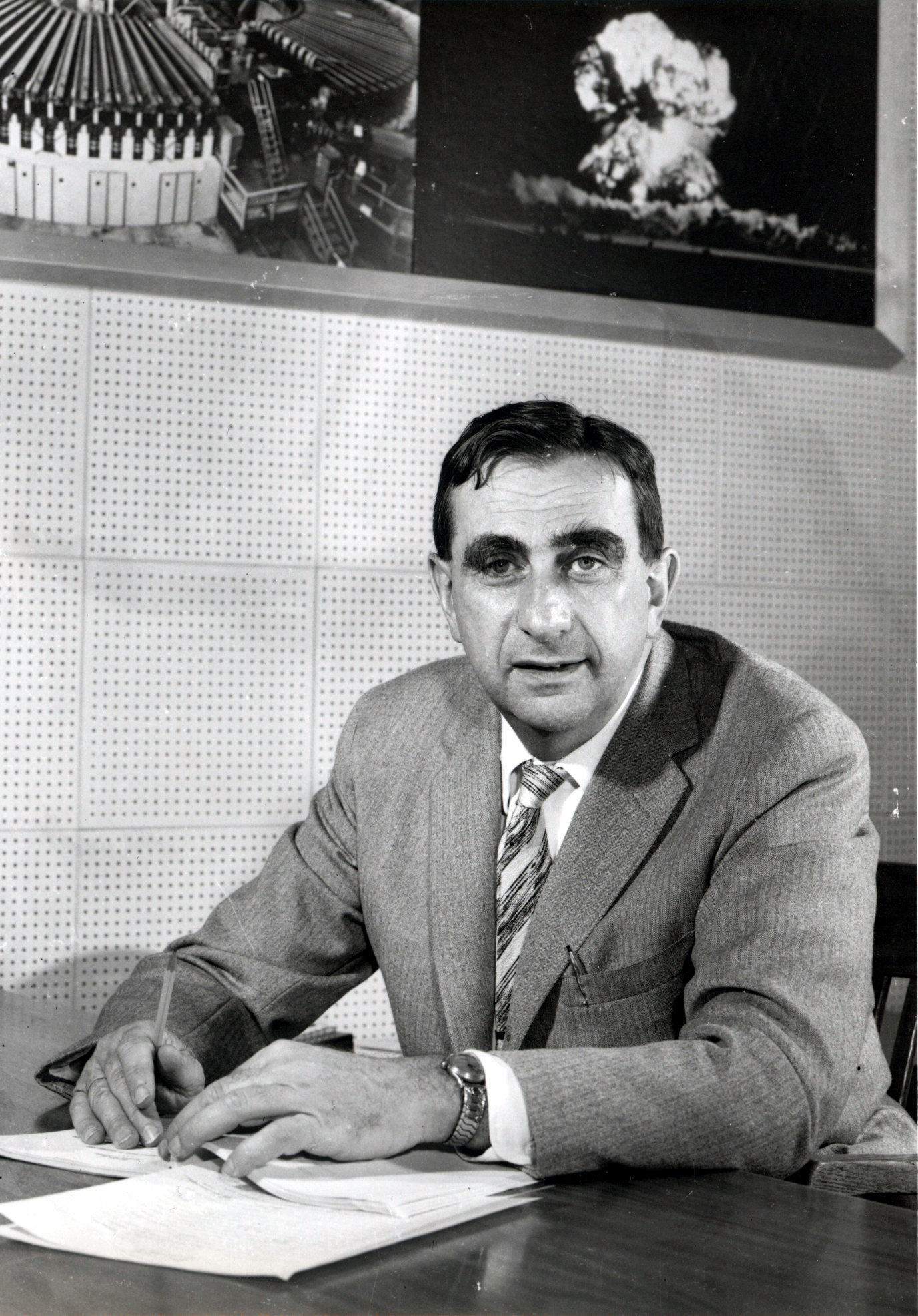
Teller Ede

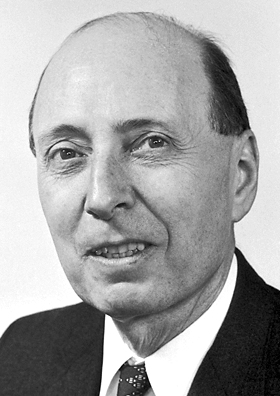
Wigner Jenő

### A, Á
- Almássy Kornél politikus
- Arató András villamosmérnök, világhírű internetes mém

### B
- Balázs-Piri Balázs (1937–2014) karikaturista, grafikus
- Balczó Zoltán politikus
- Bánki Donát (1859–1922) feltaláló, gépészmérnök
- Baráth Etele politikus, a Magyar Kajak-Kenu Szövetség elnöke
- Bejczy Antal (1930–2015) fizikus, űrkutató, a Marsjáró egyik megalkotója
- Beke József (1867–1940) hídépítő mérnök
- Benkó Sándor (1940–2015) Kossuth-díjas és Liszt Ferenc-díjas zenész, villamosmérnök
- Bognár Géza (1909–1987) villamosmérnök, a Magyar Tudományos Akadémia tagja
- Bródy János villamosmérnök, Kossuth-díjas és Liszt Ferenc-díjas magyar énekes, gitáros, zeneszerző

### C
- Callmeyer Ferenc

### Cs
- Cseh László világ- és Európa-bajnok úszó
- Csete György

### D
- Daróczi Dávid (1972–2010) újságíró, kormányszóvivő

### E, É
- Erdős Pál (1913–1996) matematikus, az MTA tagja

### F
- Farkas Bertalan vadászpilóta, nyugalmazott dandártábornok, az első magyar űrhajós
- Fejér Lipót (1880–1959) Kossuth-díjas matematikus, az MTA tagja
- Finta József Nemzet Művésze címmel kitüntetett Kossuth-, kétszeres Ybl Miklós- és Prima Primissima díjas magyar építész, az MTA és az MMA tagja
- Font Sándor politikus
- Frideczky Ákos (1900–1974) mezőgazdász, főiskolai tanár, szakíró, fordító.

### G
- Gábor Dénes (1900–1979) fizikai Nobel-díjas fizikus, a holográfia feltalálója
- Gallai Tibor (1912–1992) matematikus, az MTA levelező tagja
- Galló Istvánné tanító, tanár, a Pedagógusok Szakszervezetének elnöke
- Gerecs Árpád (1903–1982) vegyészmérnök, kémikus, az MTA tagja
- Gillemot László (1912–1977) gépészmérnök, rektor, az MTA tagja
- Gondos Flóra műugró

### H
- Haar Alfréd (1885–1933) matematikus, az MTA tagja
- Hajnóczy Soma bűvész világbajnok
- Hajós Alfréd (1978–1955) építész, olimpiai bajnok
- Hauszmann Alajos (1847–1926) építész, az MTA tagja
- Heller László (1907–1980) gépészmérnök, feltaláló
- Hetényi István (1926–2008) politikus, közgazdász, pénzügyminiszter
- Hirling Zsolt világ- és Európa-bajnok evezős
- Hoppál Péter egyházzenész, karnagy, politikus

### J
- Jánosi Marcell (1931–2011) gépészmérnök, konstruktőr, a floppy feltalálója
- Jordán Tamás Kossuth- és Jászai Mari-díjas színész, rendező, színigazgató
- Józsa István politikus

### K
- Kandó Kálmán (1869–1931) gépészmérnök, feltaláló
- Kápolnai Pauer István (1833–1896) katonatiszt, hadtudós, hadtörténész, az MTA tagja
- Kapolyi László (1932–2014) bányamérnök, üzletember, politikus, az MTA tagja
- Karádi Gábor (1924–2018) vízépítő mérnök, az MTA tagja
- Kármán Tódor (1881–1963) gépészmérnök, fizikus rakétatechnika
- Kesjár Csaba (1962–1988) autóversenyző
- Kerényi József Péter|Kerényi József]]
- Kézdi Árpád (1919–1983) építőmérnök, az MTA tagja, a talajmechanika és a geotechnika kiemelkedő tudósa
- Kisfaludy Lajos (1924–1988) vegyészmérnök, az MTA tagja, a gyógyszervegyészet jelentős alakja
- Kiss Péter (1959–2014) politikus
- Klatsmányi Árpád (1923–2007) gépészmérnök, feltaláló, számítógép-konstruktőr
- Kóbor János (1943–2021) Kossuth- és Liszt Ferenc-díjas énekes, zenész
- Kollár Lajos (1926–2004) építőmérnök, az MTA tagja
- Korach Mór (1888–1975) Kossuth-díjas vegyészmérnök, az MTA tagja
- Kormos Villő műugró
- Kós Károly (1883–1977) építész, író
- Kovács Árpád mérnök, közgazdász, az Állami Számvevőszék korábbi elnöke
- Kovács György (1925–1988) hidrológus, vízgazdálkodási mérnök, az MTA tagja
- Kovács Károly Pál (1907–1989) villamosmérnök, az MTA tagja, a magyar elektrotechnika kiemelkedő alakja
- Kovács Péter (1971-) politikus és a Budapest XVI. kerületének polgármestere
- Kováts Ervin (1927–2012) svájci magyar kémikus, vegyészmérnök, az MTA tagja
- Kőhalmi Zoltán humorista
- Kőnig Dénes (1884–1944) matematikus
- Kőrösy Ferenc (1906–1997) izraeli magyar vegyészmérnök, az MTA tagja
- Krausz Ferenc
- Kreybig Lajos (1879–1956) agrokémikus, talajtani kutató, az MTA tagja
- Kurnik Ernő (1913–2008) agrármérnök, növénynemesítő, az MTA tagja
- Kuthy Sándor (1904–1971) agrokémikus, biokémikus, az MTA tagja

### L
- Lánczos Kornél (1893–1974) matematikus, fizikus
- Latinovits Zoltán (1931–1976) építészmérnök, a „Színészkirály”
- Lechner Ödön (1845–1914) építész
- Lux László Kossuth-díjas magyar építész, az IPARTERV igazgatója, miniszterhelyettes

### M
- Makovecz Imre (1935–2011) építész
- Jean-Claude M'bemba kongói válogatott labdarúgó, szerkezetépítő mérnök
- Mécs Imre (1933–2023) politikus
- Mihály Dénes (1894–1953) a televízió egyik feltalálója
- Millner Tivadar (1899–1988) Kossuth-díjas vegyészmérnök, az MTA tagja
- Molnár Tamás olimpiai bajnok vízilabdázó
- Müller Géza (1896–1965) kolozsvári műegyetemi tanár

### N
- Nagy István politikus, agrárminiszter
- Németh Szilárd politikus

### O, Ó,
- Oláh György (1927–2017) Nobel-díjas kémikus

### Ö, Ő
- Örkény István (1912–1979) Kossuth-díjas író

### P
- Pálffy István újságíró, országgyűlési képviselő
- Palkovics László Széchenyi-díjas gépészmérnök, innovációs és technológiai miniszter, az MTA tagja
- Pavlics Ferenc (1928–2024) repülőmérnök, a Holdjáró tervezője, kivitelezője
- Péceli Gábor (1950- ) Széchenyi-díjas villamosmérnök, egyetemi tanár, rektor, az MTA tagja
- Petzval József (1807–1891) mérnök-matematikus, a fotográfiai optika elméleti megalapozója
- Pfaff Ferenc (1851–1913) építész
- Pogátsa Zoltán közgazdász, szociológus
- Polinszky Károly (1922–1998) vegyészmérnök
- Princz Péter vegyészmérnök

### R
- Rados Ignác (1859–1944) matematikus
- Rapcsák András (1943–2002) politikus
- Rimanóczy Gyula (1903–1958) építész
- Rubik Ernő a bűvös kocka megalkotója

### S
- Schanda Tamás politikus
- Scherer Péter színész
- Schóber Tamás karnagy, zeneszerző, énektanár
- Schulek Frigyes (1841–1919) építész
- Sebő Ferenc Kossuth-díjas énekes, gitáros, népzenekutató
- Steindl Imre (1839–1902) építész, az MTA tagja
- Stodola Aurél (1859–1942) a hőerőgépek kiemelkedő tudósa
- Süli János politikus, tárca nélküli miniszter

### Sz
- Széles Gábor üzletember
- Szilárd Leó (1898–1964) fizikus
- Sztevanovity Dusán dalszövegíró, dramaturg, zenész
- Sztevanovity Zorán Kossuth- és Liszt Ferenc-díjas előadóművész, énekes, zeneszerző

### T
- Tarlós István politikus, Budapest egykori főpolgármestere
- Teller Ede (1908–2003) fizikus

### U
- Patrick Bernard Umoh nigériai labdarúgó, építőmérnök

### V
- Vantara Gyula politikus
- Varga Tamás világ- és Európa-bajnok evezős
- Vitézy Dávid közgazdász, politikus, a BKK volt vezérigazgatója

### W
- Wigner Jenő (1902–1995) fizikai Nobel-díjas fizikus
- Winter Ernő (1897–1971) Kossuth-díjas vegyészmérnök, feltaláló, az MTA tagja
- Wintermantel Zsolt politikus, Újpest volt polgármestere

### Z
- Zalaváry Lajos
- Zerkovitz Béla (1881–1948) zeneszerző, színigazgató
- Zipernowsky Károly (1853–1942) gépészmérnök, feltaláló

## Tanárok

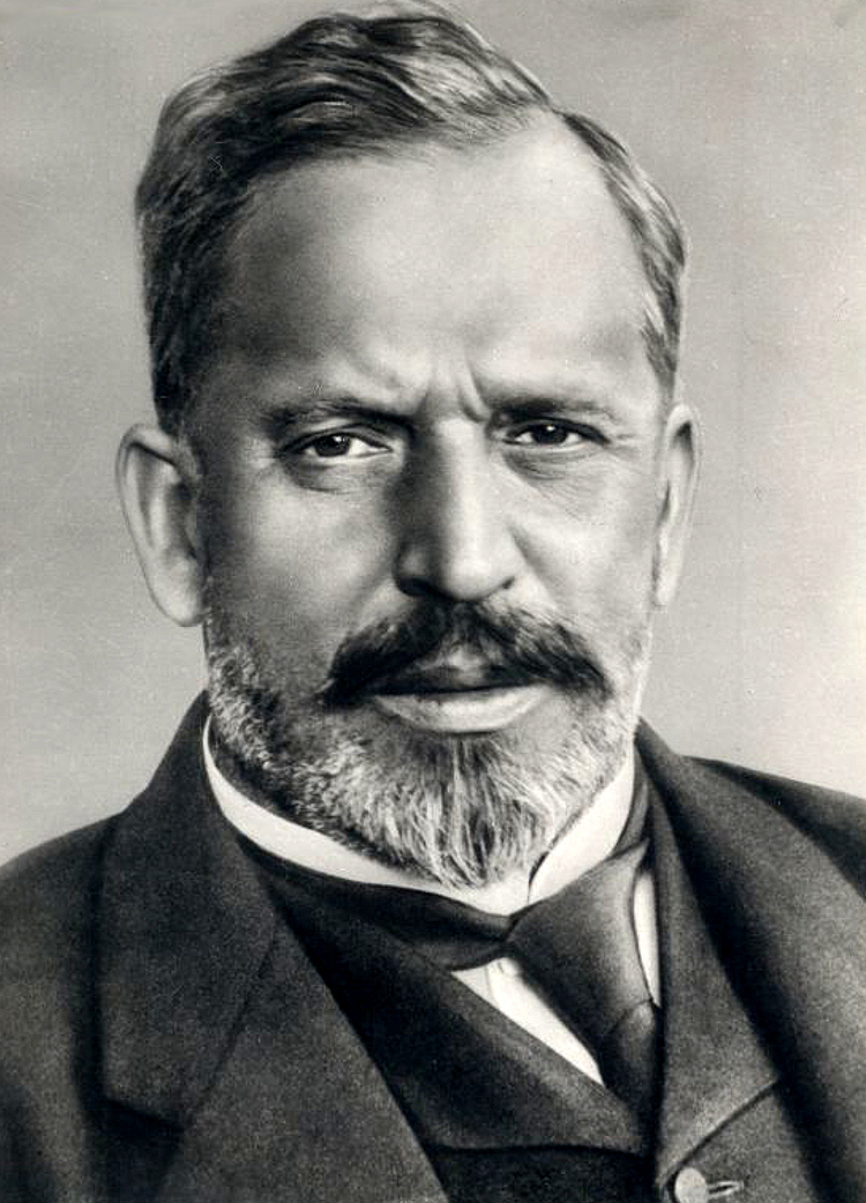
Bánki Donát

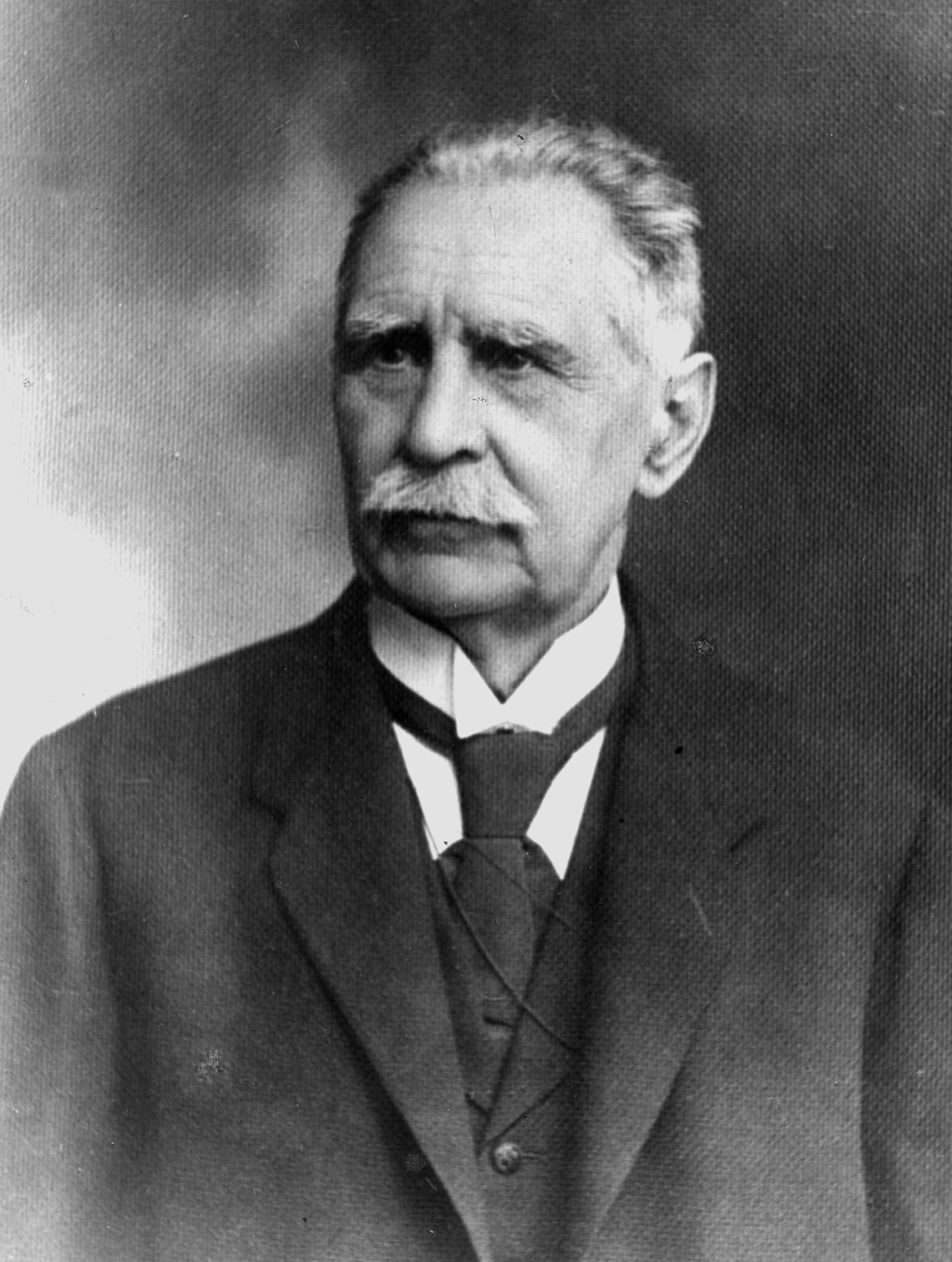
Csonka János

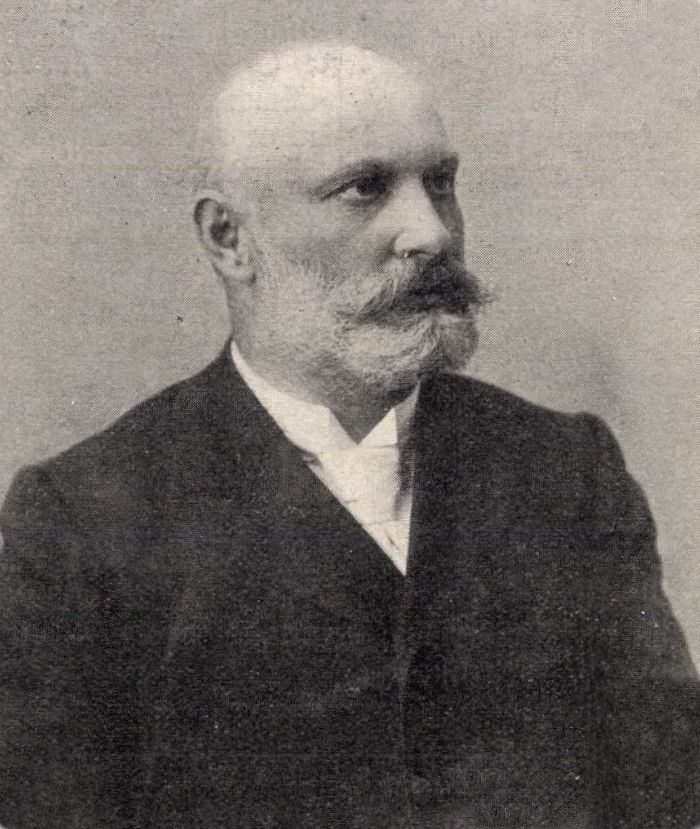
Hauszmann Alajos

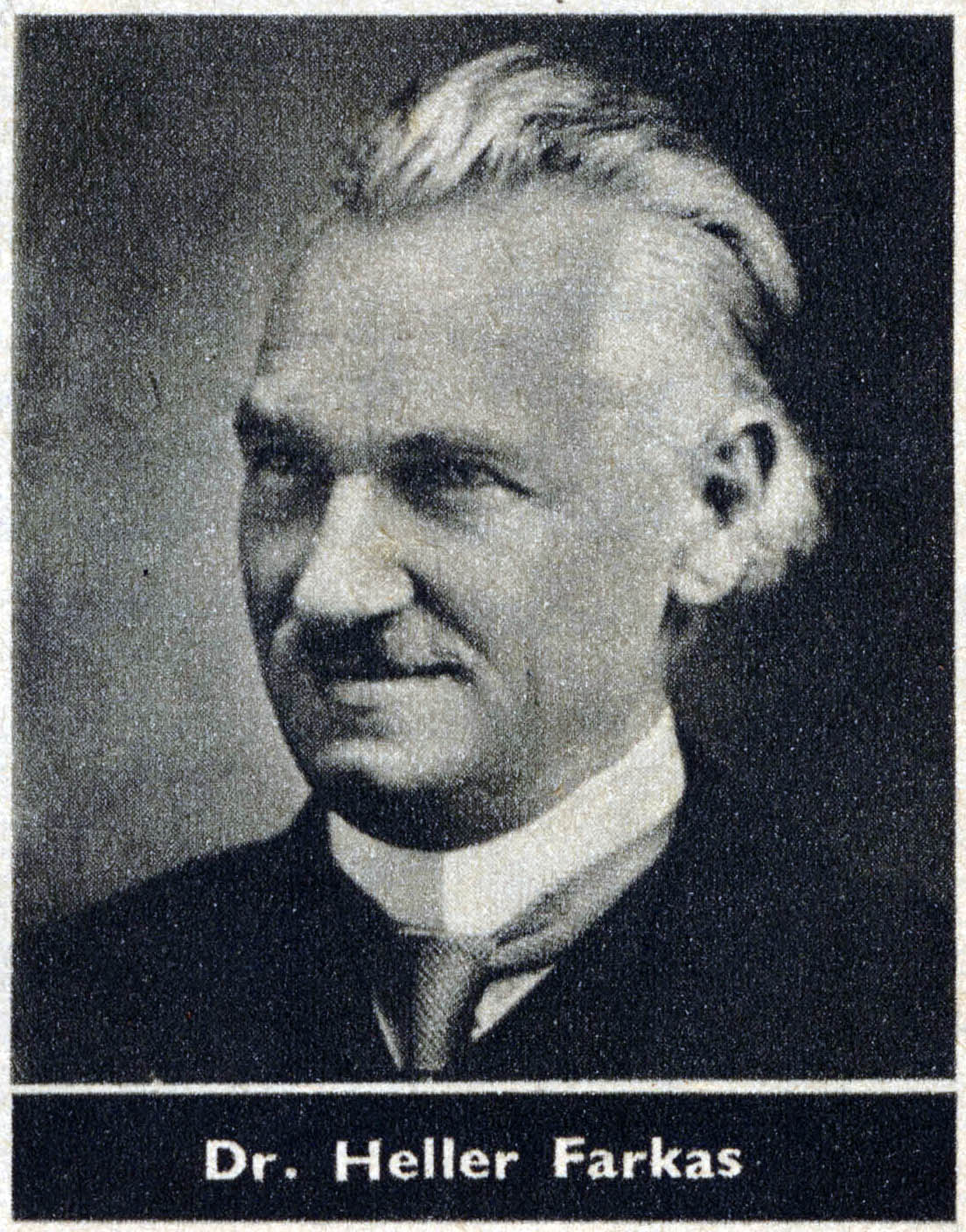
Heller Farkas

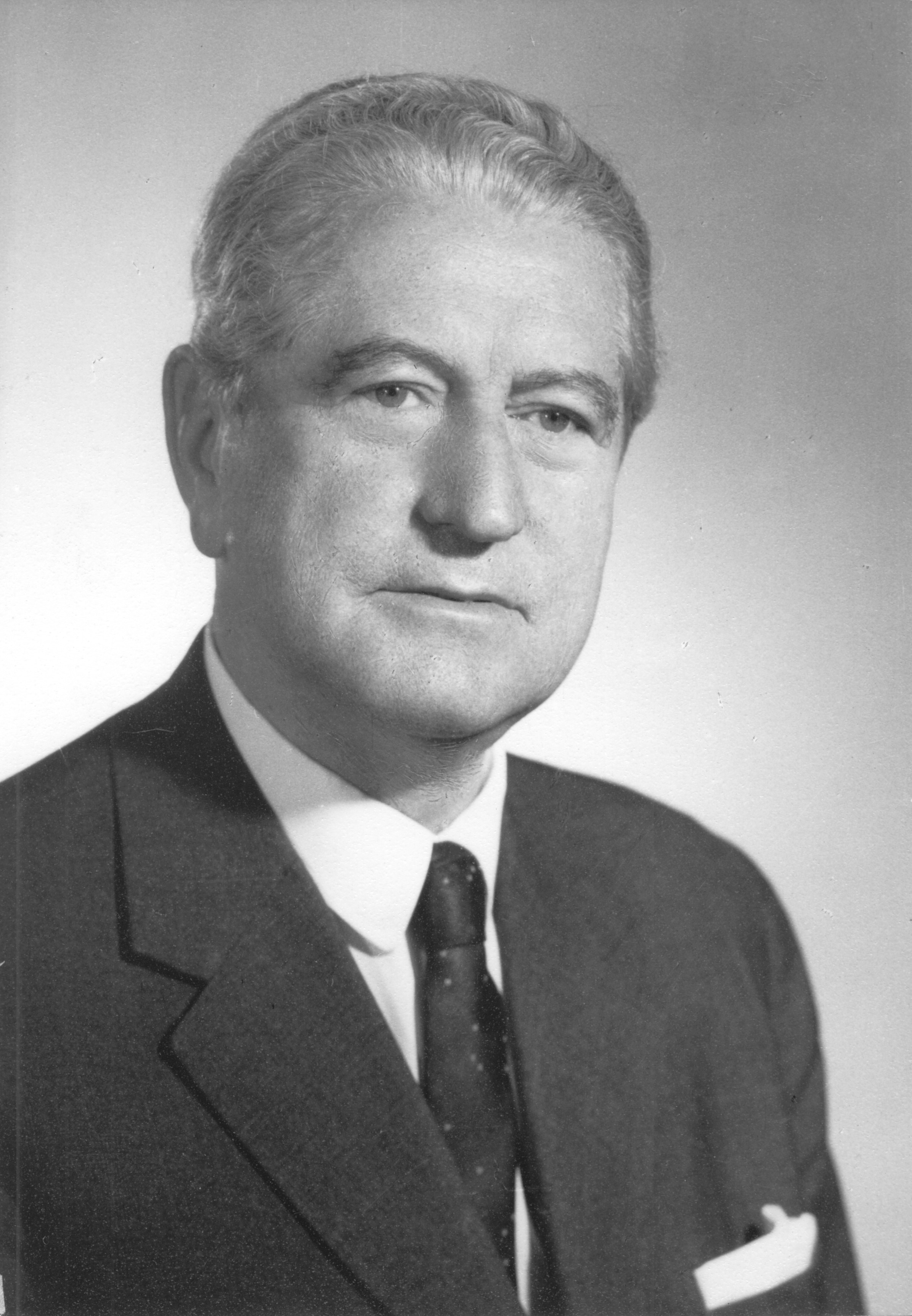
Kádas Kálmán

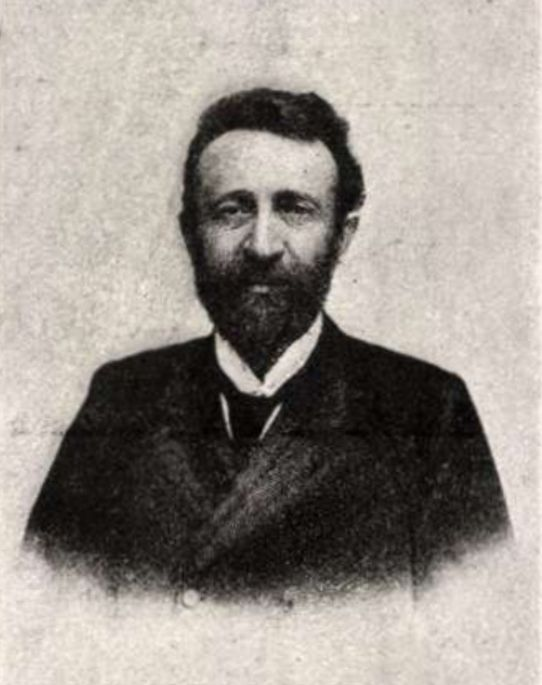
Pecz Samu

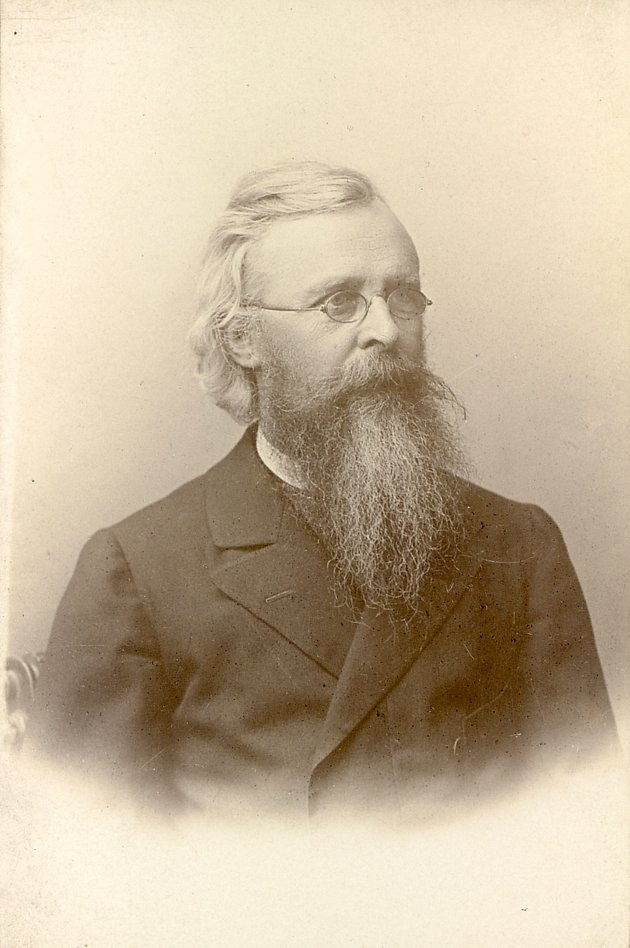
Schulek Frigyes

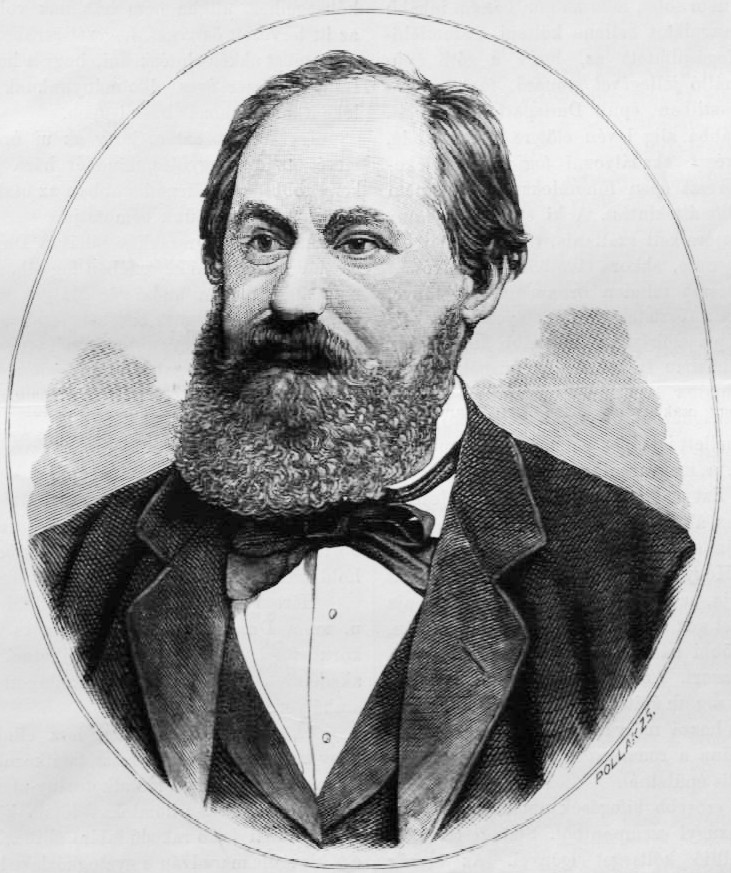
Steindl Imre

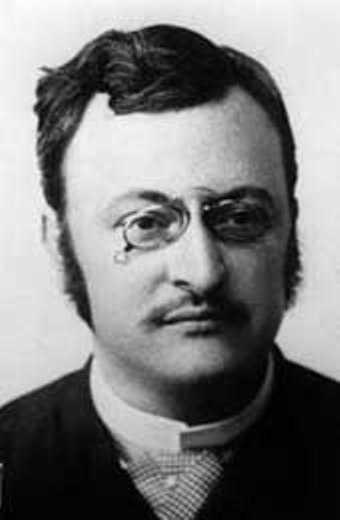
Zipernowsky Károly

| Ábécé szerinti tartalomjegyzék                                                                           |
| --- |
| A, Á B C Cs D Dz Dzs E, É F G Gy H I, Í J K L Ly M N Ny O, Ó Ö, Ő P Q R S Sz T Ty U, Ú Ü, Ű V W X Y Z Zs |

### A, Á
- Alexits György (1899–1978) matematikus, az MTA tagja
- Arató Péter

### B
- Bánki Donát (1859–1922) gépészmérnök, a nevét viselő gázmotor és vízturbina feltalálója
- Bardon Alfréd (1904–1986) építészmérnök, festőművész, tanár
- Barta István (1910–1979) Kossuth-díjas villamosmérnök, az MTA tagja
- Bay Zoltán (1900–1992) fizikus, az MTA tagja
- Bársony István  Széchenyi-díjas (2015) magyar villamosmérnök, informatikus, fizikus, egyetemi tanár
- Beke Dénes
- Benedikt Ottó (1897–1975) Kossuth-díjas villamosmérnök, rektor, az MTA tagja
- Biró Péter Széchenyi-díjas geodéta, 1994 és 1997 között a BME rektora
- Borbély Samu (1907–1984) matematikus, gépészmérnök, az MTA tagja

### C
- Charaf Hassan a Müegyetem jelenlegi rektora (2024-), az MTA doktora

### Cs
- Cságoly Ferenc Kossuth-díjas építész, a Magyar Tudományos Akadémia tagja.
- Császár Ákos (1924–2017) matematikus, az MTA tagja
- Csáki Frigyes (1921–1977) Állami-díjas villamosmérnök, rektor, az MTA tagja
- Csete György Nemzet Művésze címmel kitüntetett, Kossuth-díjas okleveles építészmérnök, akadémikus (MMA)
- Csibi Sándor (1927–2003) Állami-díjas villamosmérnök, az MTA tagja
- Czigler Győző (1850–1905) építész
- Csonka János (1852–1939) az egyetemi gépműhely vezetője, aki Bánki Donáttal közösen szerkesztette meg és szabadalmaztatta a világ első karburátorát
- Csűrös Zoltán (1901–1979) vegyészmérnök, az MTA tagja

### D
- Domokos Gábor építészmérnök, matematikus, az MTA tagja, a gömböc feltalálója
- Dúll Andrea környezetpszichológus

### E, É
- Egerváry Jenő (1891–1958) matematikus
- Erdey László (1910–1970) az analitikai kémia tudósa

### F
- Farkasdy Zoltán

### G
- Galántai Zoltán jövőkutató, tudomány- és technikatörténész, író
- Gallai Tibor (1912–1992) matematikus, az MTA levelező tagja
- Gillemot László (1912–1977) Kossuth-díjas gépészmérnök, anyagtudós, az MTA tagja
- Geszti P. Ottó (1922–1985) Állami-díjas villamosmérnök, gépészmérnök, az MTA tagja
- Gombás Pál (1909–1971) kétszeres Kossuth-díjas elméleti fizikus, az MTA tagja
- Gruber József (1915–1972) gépészmérnök, egyetemi tanár, az Áramlástan Tanszék vezetője, az egyetem rektora, a Gépészmérnöki Kar dékánja.

### Gy
- Gyarmati István (1929–2002) fizikus, fizikokémikus, az MTA tagja

### H
- Hajdu Ottó (1959-2022) statisztikus, az MTA doktora, tanszékvezető egyetemi tanár
- Hajnóczi Gyula építészettörténész, régész
- Hajós György (1912–1972) matematikus
- Hardy Gyula (1928–1988) kémikus, vegyészmérnök, az MTA tagja
- Hauszmann Alajos (1847–1926) építész, az MTA tagja
- Hazay István (1901–1995) Kossuth-díjas geodéta, az MTA tagja
- Härtlein Károly tanszéki mérnök
- Heller Farkas (1877–1955) közgazdász, az MTA tagja
- Heller László (1907–1980) Kossuth-díjas gépészmérnök, a "Heller-Forgó System" néven az egész világon elterjedt erőművi hűtőrendszer egyik megalkotója, az MTA tagja
- Hoffmann Sándor Kossuth-díjas vegyészmérnök
- Hültl Dezső (1870–1945) építész

### J
- Jáky József közlekedésmérnök, talajmechanikus, tanszékvezető; Kossuth-díjas útépítő mérnök, geotechnikus, a Magyar Tudományos Akadémia tagja

### I, Í
- Istvánfi Gyula Széchenyi-díjas építész, a magyar népi építészet kutatója, számos műemléki felmérés és helyreállítás vezetője

### K
- Kádas Kálmán (1908–1985) dékán, rektorhelyettes, magyar gépészmérnök, gazdasági mérnök, statisztikus, Heller Farkas munkatársa, egyetemi tanár, a műszaki tudományok doktora (1974).
- Kerényi József Kossuth-díjas  építész, országgyűlési képviselő (1980–1985)
- Kerkápoly Endre építőmérnök
- Kézdi Árpád (1919–1983) építőmérnök, az MTA tagja, a talajmechanika és a geotechnika kiemelkedő tudósa
- Kollár Lajos (1926–2004) építőmérnök, az MTA tagja
- Kónya Albert (1917–1988) fizikus, az MTA tagja, 1956–1957-ben Magyarország oktatásügyi, illetve művelődésügyi minisztere
- Korach Mór (1888–1975) Kossuth-díjas vegyészmérnök, az MTA tagja
- Korányi Imre (1896–1989) Kossuth-díjas hídépítő mérnök, statikus
- Korompay György (1905–1991) építészmérnök, urbanista
- Kotsis Iván (1889–1980) építész, építészettörténész, az MTA tagja
- Kovács István (1913–1996) atomfizikus, az MTA tagja
- Kováts Ferenc (1873–1956) gazdaságtörténész, közgazdász, az MTA tagja
- Kozma László (1902–1983) Kossuth-díjas villamosmérnök, az MTA tagja
- Kőnig Dénes (1884–1944) matematikus
- Kőnig Gyula (1849–1913) matematikus
- Kriesch János (1834–1888) zoológus, mezőgazdász, az MTA tagja
- Kruspér István (1818–1905) metrológus, geodéta, az MTA tagja
- Kürschák József (1864–1933) matematikus, az MTA tagja

### L
- Laky Dezső (1887–1962) statisztikus, gazdaságpolitikus, az MTA tagja
- Latorcai János gépészmérnök, politikus, az Országgyűlés alelnöke
- Lázár Antal Nemzet Művésze címmel kitüntetett, Kossuth- és Ybl-díjas építész, a MÉSZ főtitkára, majd elnökhelyettese, a Műegyetem építészmérnöki karának dékánja
- Lipthay Sándor (1847–1910) vasútépítő mérnök, az MTA tagja

### M
- Major Máté (1904–1986) Ybl- és Kossuth-díjas építészmérnök, egyetemi tanár, az MTA tagja
- Majtényi László jogtudós, adatvédelmi biztos
- Mosonyi Emil (1910–2009) Kossuth- és Széchenyi-díjas vízépítő mérnök, az MTA tagja

### N
- Nógrádi György biztonságpolitikai szakértő, közgazdász

### P
- Pattantyús-Ábrahám Géza (1885–1956) gépészmérnök
- Pecz Samu (1854–1922) építész
- Perényi Imre (1913–2002) építészmérnök, egyetemi tanár, egy időben Budapest főépítésze, illetve ÉVM miniszterhelyettes
- Péceli Gábor (1950- ) Széchenyi-díjas villamosmérnök, rektor, az MTA tagja
- Pfeifer Ignác (1868–1941) vegyészmérnök
- Pogány Frigyes (1908–1976) építészmérnök, művészettörténész
- Polinszky Károly (1922–1998) vegyészmérnök, oktatásügyi miniszter, az MTA tagja
- Prékopa András (1929-2016) Széchenyi-díjas matematikus, az MTA tagja

### R
- Rados Jenő (1895–1992) építész-műtörténész
- Rados Gusztáv (1862–1942) matematikus, az MTA tagja
- Reischl Antal (1916–1978) építészmérnök

### S
- Sárközy Tamás (1940–2020) jogász, miniszterhelyettes
- Schnell László (1923-1995) Állami-díjas gépészmérnök, tanszékvezető egyetemi tanár
- Schulek Frigyes (1841–1919) építész
- Sigmond Elek (1873–1939) a talajkémia tudósa
- Simonyi Károly (1916–2001) Kossuth-díjas mérnök, fizikus
- Steindl Imre (1839–1902) építész, az MTA tagja
- Stoczek József (1819–1890) mérnök, az MTA tagja, alelnöke

### Sz
- Szily Kálmán (1838–1924) fizikus, nyelvész, az MTA tagja, főtitkára
- Szily Kálmán (1875–1958) mérnök, az MTA tagja

### T
- Tarics Sándor (1913-2016) olimpiai bajnok magyar vízilabdázó, építőmérnök, 2011. augusztus másodikától haláláig ő volt a legidősebb élő olimpiai bajnok a világon
- Török Ádám közgazdász, az MTA tagja, főtitkára
- Török Péter (1958–2022) Ybl Miklós-díjas tájépítész, címzetes egyetemi docens
- Tuschák Róbert (1927–2018) Széchenyi-díjas gépész- és villamosmérnök, rektorhelyettes, az MTA tagja

### V
- Varga József (1891–1956) Kossuth-díjas vegyészmérnök, gazdaságpolitikus, a nyersolaj és a szenek hidrogénezésének tudósa, az MTA tagja
- Verebélÿ László
- Veress József (1949-) az első európai okleveles villamosmérnök, az MTA tagja és doktora, Kossuth-díjas közgazdász
- Verő József

### W
- Warga László (1878–1952) építészmérnök
- Wartha Vince (1844–1914) vegyész, az eozinmázas kerámia titkának felismerője, az MTA tagja
- Weichinger Károly (1893–1982) Kossuth-díjas építész

### Z
- Zemplén Géza (1883–1956) a cukrok kémiájának tudósa
- Zemplén Győző (1879–1916) elméleti fizikus
- Zielinski Szilárd (1860–1924) építőmérnök, a magyarországi vasbetonépítés úttörője
- Zimmermann Ágoston
- Zipernowsky Károly (1853–1942) a transzformátort feltaláló magyar mérnökök egyike